# All-Star Game de la NBA 1965
El 15º All-Star Game de la NBA de la historia se disputó el día 13 de enero de 1965 en el Kiel Auditorium de la ciudad de San Luis, Misuri, siendo la tercera y última vez que se disputaría un All-Star en dicho estadio ya desaparecido. El equipo de la Conferencia Este estuvo dirigido por Red Auerbach, entrenador de Boston Celtics y el de la Conferencia Oeste por Alex Hannum, de San Francisco Warriors. La victoria correspondió al equipo del Este, por 124-123, siendo elegido MVP del All-Star Game de la NBA el pívot de los Cincinnati Royals Jerry Lucas, siendo la única ocasión que consiguió el galardón. Consiguió 25 puntos y 10 rebotes. El partido se disputó dos noches antes de que el mundo del baloncesto se convulsionara con el traspaso de Wilt Chamberlain de San Francisco Warriors a Philadelphia 76ers. El máximo anotador del equipo del Oeste fue Gus Johnson con 25 puntos.

## Estadísticas

### Conferencia Oeste
| CONFERENCIA OESTE               |     |     |     |     |     |     |     |     |
| Jugador, Equipo                 | MIN | TCA | TCI | TLA | TLI | REB | AST | PTS |
| Elgin Baylor, Los Angeles       | 27  | 5   | 13  | 8   | 8   | 7   | 0   | 18  |
| Bob Pettit, St. Louis           | 34  | 5   | 14  | 3   | 5   | 12  | 0   | 13  |
| Wilt Chamberlain, San Francisco | 31  | 9   | 15  | 2   | 8   | 16  | 1   | 20  |
| Lenny Wilkens, St. Louis        | 20  | 2   | 6   | 4   | 4   | 3   | 3   | 8   |
| Jerry West, Los Angeles         | 40  | 8   | 16  | 4   | 6   | 5   | 6   | 20  |
| Nate Thurmond, San Francisco    | 10  | 0   | 2   | 0   | 0   | 3   | 0   | 0   |
| Walt Bellamy, Baltimore         | 17  | 4   | 5   | 4   | 4   | 5   | 1   | 12  |
| Don Ohl, Baltimore              | 12  | 0   | 1   | 2   | 2   | 2   | 1   | 2   |
| Gus Johnson, Baltimore          | 25  | 7   | 13  | 11  | 13  | 8   | 2   | 25  |
| Terry Dischinger, Detroit       | 24  | 2   | 8   | 1   | 2   | 5   | 1   | 5   |
| Totales                         | 240 | 42  | 93  | 39  | 52  | 66  | 15  | 123 |

MIN: Minutos. TCA: Tiros de campo anotados. TCI: Tiros de campo intentados. TLA: Tiros libres anotados. TLI: Tiros libres intentados. REB: Rebotes. AST: Asistencias. PTS: Puntos

### Conferencia Este
| CONFERENCIA ESTE              |                                        |                                        |                                        |                                        |                                        |                                        |                                        |                                        |
| Jugador, Equipo               | MIN                                    | TCA                                    | TCI                                    | TLA                                    | TLI                                    | REB                                    | AST                                    | PTS                                    |
| Jerry Lucas, Cincinnati       | 35                                     | 12                                     | 19                                     | 1                                      | 1                                      | 10                                     | 1                                      | 25                                     |
| Lucious Jackson, Philadelphia | 15                                     | 2                                      | 5                                      | 1                                      | 2                                      | 1                                      | 1                                      | 5                                      |
| Bill Russell, Boston          | 33                                     | 7                                      | 12                                     | 3                                      | 9                                      | 13                                     | 5                                      | 17                                     |
| Sam Jones, Boston             | 24                                     | 2                                      | 12                                     | 2                                      | 2                                      | 5                                      | 3                                      | 6                                      |
| Oscar Robertson, Cincinnati   | 40                                     | 8                                      | 18                                     | 12                                     | 13                                     | 6                                      | 8                                      | 28                                     |
| Wayne Embry, Cincinnati       | 19                                     | 5                                      | 10                                     | 1                                      | 1                                      | 4                                      | 0                                      | 11                                     |
| Johnny Green, New York        | 17                                     | 3                                      | 4                                      | 2                                      | 3                                      | 0                                      | 0                                      | 8                                      |
| Willis Reed, New York         | 25                                     | 3                                      | 11                                     | 1                                      | 2                                      | 5                                      | 1                                      | 7                                      |
| Hal Greer, Philadelphia       | 21                                     | 5                                      | 11                                     | 3                                      | 4                                      | 4                                      | 1                                      | 13                                     |
| Larry Costello, Philadelphia  | 11                                     | 2                                      | 7                                      | 0                                      | 0                                      | 1                                      | 2                                      | 4                                      |
| Tom Heinsohn, Boston          | Seleccionado, pero no jugó por lesión. | Seleccionado, pero no jugó por lesión. | Seleccionado, pero no jugó por lesión. | Seleccionado, pero no jugó por lesión. | Seleccionado, pero no jugó por lesión. | Seleccionado, pero no jugó por lesión. | Seleccionado, pero no jugó por lesión. | Seleccionado, pero no jugó por lesión. |
| Totales                       | 240                                    | 49                                     | 109                                    | 26                                     | 37                                     | 49                                     | 22                                     | 124                                    |

MIN: Minutos. TCA: Tiros de campo anotados. TCI: Tiros de campo intentados. TLA: Tiros libres anotados. TLI: Tiros libres intentados. REB: Rebotes. AST: Asistencias. PTS: Puntos